# Дитероде
Дитероде (њем. Dieterode) општина је у њемачкој савезној држави Тирингија. Једно је од 89 општинских средишта округа Ајхсфелд. Према процјени из 2010. у општини је живјело 93 становника. Посједује регионалну шифру (AGS) 16061023.

## Географски и демографски подаци
Дитероде се налази у савезној држави Тирингија у округу Ајхсфелд. Општина се налази на надморској висини од 403 метра. Површина општине износи 2,8 km². У самом мјесту је, према процјени из 2010. године, живјело 93 становника. Просјечна густина становништва износи 33 становника/km².